# Хроника Холодной войны (1967 год)
Хронология Холодной войны
- 1943
- 1944
- 1945
- 1946
- 1947
- 1948
- 1949
- 1950
- 1951
- 1952
- 1953
- 1954
- 1955
- 1956
- 1957
- 1958
- 1959
- 1960
- 1961
- 1962
- 1963
- 1964
- 1965
- 1966
- 1967
- 1968
- 1969
- 1970
- 1971
- 1972
- 1973
- 1974
- 1975
- 1976
- 1977
- 1978
- 1979
- 1980
- 1981
- 1982
- 1983
- 1984
- 1985
- 1986
- 1987
- 1988
- 1989
- 1990
- 1991

- 12 марта: Генерал Сухарто свергает Сукарно и становится президентом Индонезии. Индонезия переходит от дружеских отношений со странами Восточного блока, такими как Советский Союз, Китайская Народная Республика, Северная Корея и Куба, к дружбе с западными странами, такими как Соединённые Штаты, во времена администрации Сухарто или эпохи Нового порядка. Иностранный капитал и инвесторы начинают заходить в Индонезию.
- 25 апреля: 33 страны Латинской Америки и Карибского бассейна подписывают в Мехико Договор Тлателолко, добивающийся запрещения ядерного оружия в Латинской Америке и Карибском бассейне.
- 18 мая: Юрий Андропов становится председателем КГБ.
- 23 мая: Египет блокирует Тиранский пролив, затем изгоняет миротворцев ООН и перебрасывает свою армию на Синайский полуостров, готовясь к возможному нападению на Израиль.
- 25 мая: Восстание в Наксалбари, Индия, ознаменовавшее распространение маоизма как насильственного, антиамериканского и антисоветского революционного движения в ряде развивающихся стран.
- 30 мая: Нигерийский штат Биафра отделяется от остальной части Нигерии, объявляя себя Республикой Биафра.
- 5 июня: В ответ на агрессию Египта Израиль вторгается на Синайский полуостров, начиная Шестидневную войну.
- 17 июня: КНР взорвала свою первую водородную бомбу.
- 23 июня: Президент США Линдон Джонсон встречается с Председателем совета министров СССР Алексеем Косыгиным в Глассборо, штат Нью-Джерси, на трёхдневном саммите.
- 1 июля: Начало арабо-израильской Войны на истощение.
- 6 июля: В результате провозглашения независимости Биафры начинается гражданская война в Нигерии.
- 8 августа: Принята Бангкокская декларация для подавления коммунистической угрозы в Юго-Восточной Азии. Создан блок АСЕАН.
- 8 октября: Че Гевара захвачен в Боливии подготовленными при участии США боливийскими рейнджерами.
- 9 октября: Казнь Че Гевары.
- 29 ноября: Роберт Макнамара объявляет, что уходит с поста Министра обороны США, чтобы стать президентом Всемирного банка.